# Silicium-étain
 (juillet 2025).
Le silicium-étain ou SiSn est en général un terme utilisé pour un alliage de forme Si(1-x)Snx. Le rapport moléculaire entre l'étain et le silicium peut varier en fonction des méthodes de fabrication et des conditions de dopage. Le SiSn est connu pour être intrinsèquement semi-conducteur et même de petites quantités de dopage Sn dans le silicium peuvent être utilisées pour créer une contrainte dans le réseau de silicium et modifier les propriétés de transport de charge.

## Études théoriques
Plusieurs travaux théoriques, principalement basés sur les DFT, ont montré que le SiSn était semi-conducteur,. Les structures de bande obtenues à l'aide de ces travaux montrent un changement de bande interdite par rapport au silicium via l'inclusion d'étain dans le réseau de silicium. Ainsi, comme pour le SiGe, le SiSn a une bande interdite variable, qui peut être contrôlée via la concentration de Sn. En 2015, Hussain et al. ont vérifié expérimentalement la variation (réglage) de la bande interdite associée à la diffusion de l'étain, à l'aide de diodes de jonction pn brusques et homogènes.

## Production
Le SiSn peut être obtenu expérimentalement en utilisant plusieurs approches. Pour de petites quantités de Sn dans le silicium, le procédé Czochralski est bien connu,.
La diffusion de l'étain dans le silicium a également été largement testée dans le passé,.
Le Sn a la même valence et la même électronégativité que le silicium et peut être trouvé dans la structure cristalline cubique du diamant (α-Sn). Ainsi, le silicium et l'étain répondent à trois des quatre règles de Hume-Rothery pour la solubilité à l'état solide. Le seul critère non rempli est celui de la différence de taille atomique : l'atome d'étain étant sensiblement plus grand que l'atome de silicium (31,8 %), cela réduit la solubilité à l'état solide de l'étain dans le silicium.

## Performance électrique
La première utilisation de SiSn comme matériau pour le canal d'un MOSFET (transistor à effet de champ métal-oxyde-semi-conducteur) a été réalisé en 2013 Cette étude prouve que le SiSn peut être utilisé comme semi-conducteur pour la fabrication de MOSFET, et qu'il peut y avoir certaines applications où l'utilisation du SiSn peut remplacer avantageusement le silicium. En particulier, le courant de blocage (en anglais : off current) des transistors SiSn est beaucoup plus faible que celui des transistors en silicium,. Ainsi, les circuits logiques basés sur des MOSFET SiSn consomment une puissance statique plus faible que les circuits à base de silicium. Ceci est avantageux pour les appareils fonctionnant sur batterie (appareils LSTP), où la puissance de veille doit être réduite pour prolonger la durée de vie de la batterie.

## Conductivité thermique
Les alliages Si-Sn ont une conductivité plus faible (3 W/mK) que les alliages Si-Ge, Ge-Sn et Si-Ge-Sn. La conductivité est moitié moindre que celle du Si-Ge, ce qui a été largement étudié et attribué à la plus grande différence de masse entre les deux constituants. De plus, les films minces offrent une réduction supplémentaire de la conductivité thermique, atteignant environ 1 W/mK dans les films Si-Sn, Ge-Sn et Si-Ge-Sn ternaires de 20 nm d'épaisseur, qui est proche de la conductivité du SiO2 amorphe. Les alliages du groupe IV contenant du Sn ont le potentiel de conversion d'énergie thermoélectrique de haute efficacité.

## Voir également